# ダニエル・バラード
ダニエル・ジョージ・バラード（Daniel George Ballard, 1999年9月2日 - ）は、北アイルランドのプロサッカー選手。イングランドのハートフォードシャー州スティーブニッジ出身。プレミアリーグのサンダーランドAFC所属。ポジションはディフェンダー。北アイルランド代表。

## 経歴

### アーセナル
2007年に8歳でアーセナルFCのユースアカデミーに加入。2018年6月に最初のプロ契約を結んだ。

#### スウィンドン・タウン
2019年7月にEFLリーグ2のスウィンドン・タウンFCへ期限付き移籍した。8月6日、EFLトロフィーのチェルシーU-21戦でプロ初得点を記録した。その後膝の怪我により5ヶ月欠場し、公式戦出場はわずか3試合に終わった。

#### ブラックプール
2020年10月にEFLリーグ1のブラックプールFCへ期限付き移籍した。移籍期間は当初2021年1月までの予定だったが、後に2020-21シーズン終了まで延長された。
2021年3月2日のクルー・アレクサンドラFC戦で移籍後初得点を記録した。

#### ミルウォール
2021年7月1日にEFLチャンピオンシップのミルウォールFCへ期限付き移籍した。9月11日のウェスト・ブロムウィッチ・アルビオンFC戦で移籍後初得点を記録した。

### サンダーランド
アーセナルのトップチームで出場がないまま、2022年6月30日にEFLチャンピオンシップのサンダーランドAFCへ完全移籍し、3年契約を結んだ。
2023年9月16日のクイーンズ・パーク・レンジャーズFC戦で移籍後初得点を記録した。
2024年7月、サンダーランドと2028年までの契約延長に合意した。
2024-25シーズン、チームはリーグ戦を4位で終え、プレミアリーグ昇格を賭けたプレーオフに出場。コヴェントリー・シティFCとの準決勝第2レグが延長戦となり、バラードが決勝点となるヘディングシュートを記録して勝利した。決勝ではシェフィールド・ユナイテッドFCに勝利し、プレミアリーグ昇格を果たした。

## 代表歴
母親の出身国である北アイルランドの代表資格を持ち、2020年9月にA代表デビューした。

## 個人成績

### 代表
| 北アイルランド代表 | 国際Aマッチ | 国際Aマッチ |
| 年                 | 出場        | 得点        |
| ------------------ | ----------- | ----------- |
| 2020               | 5           | 0           |
| 2021               | 7           | 1           |
| 2022               | 4           | 1           |
| 2023               | 5           | 0           |
| 2024               | 7           | 3           |
| 2025               | 1           | 0           |
| 通算               | 29          | 5           |

### 代表での得点
| # | 開催日         | 開催地                                                      | 対戦国         | スコア | 結果 | 大会                                             |
| - | -------------- | ----------------------------------------------------------- | -------------- | ------ | ---- | ------------------------------------------------ |
| 1 | 2021年9月2日   | ヴィリニュス LFFスタディオナス                              | リトアニア     | 1–0    | 4–1  | 2022 FIFAワールドカップ・ヨーロッパ予選グループC |
| 2 | 2022年6月9日   | プリシュティナ ファディル・ボックリ・スタジアム             | コソボ         | 2–3    | 2–3  | UEFAネーションズリーグ2022-23・リーグC           |
| 3 | 2024年6月8日   | パルマ・デ・マヨルカ エスタディ・マジョルカ・ソン・モイシュ | スペイン       | 1–0    | 1–5  | 国際親善試合                                     |
| 4 | 2024年9月5日   | ベルファスト ウィンザー・パーク                             | ルクセンブルク | 2–0    | 2–0  | UEFAネーションズリーグ2024-25・リーグC           |
| 5 | 2024年11月15日 | ベルファスト ウィンザー・パーク                             | ベラルーシ     | 1–0    | 2–0  | UEFAネーションズリーグ2024-25・リーグC           |